# After Dark Films
After Dark Films – amerykańska firma rozrywkowa zajmująca się produkcją i dystrybucją filmową, została założona przez Courtneya Solomona.
Firma specjalizuje się głównie w horrorach, filmach akcji i filmach oryginalnych, ma swoją siedzibę w mieście Los Angeles, w stanie Kalifornia.

## Historia
After Dark Films jest organizatorem corocznego niezależnego festiwalu horrorów After Dark Horrorfest, znanego również jako 8 Films to Die For.
30 marca 2010 roku firma założyła oddział specjalizujący się w filmach oryginalnych, After Dark Originals wraz z Lionsgate i Syfy.
2 marca 2012 roku firma założyła After Dark Action, oddział specjalizujący się w filmach akcji.